# Antun Bogetić
Mons. Antun Bogetić (24. dubna 1922, Premantura - 19. dubna 2017, Pula ) byl chorvatský římskokatolický kněz a emeritní biskup Poreč a Pula.

## Život
Narodil se 24. dubna 1922 v Premantuře. Po základní škole nastoupil na gymnázium v Koperu. Poté vstoupil do kněžské semináře a na Papežské lateránské univerzitě v Římě studoval filosofii. Poté pokračoval ve studiu teologie v Gorici.
Na kněze byl vysvěcen 29. června 1946.
Po vysvěcení působil jako: farní vikář v sv. Luciji Labinskoj, v Labinu, tajemník biskupa, kněz v semináři v Pazinu, farní vikář v Pazinu, generální vikář diecéze Poreč a Pula a jako misionář v Argetině.
Dne 27. ledna 1984 jej papež Jan Pavel II. ustanovil diecézním biskupem Poreč a Pula. Biskupské svěcení přijal 28. dubna 1984 z rukou kardinála Franja Kuhariće a spolusvětiteli byli arcibiskup Josip Pavlišić a biskup Dragutin Nežić.
Dne 18. listopadu 1997 přijal papež Jan Pavel II. jeho rezignaci na post biskupa Poreč a Pula, z důvodu dosažení kanonického věku 75 let.
Zemřel 19. dubna 2017 v Pule.